# Oliver Norwood
Oliver James Norwood (Anglia, Burnley, 1991. április 12. –) angol születésű északír labdarúgó, jelenleg az angol labdarúgó-bajnokság másodosztályában szereplő Sheffield United játékosa.

## Pályafutása

### Manchester United
Norwoodra a Manchester United már 6 éves korában felfigyelt és 7 évesen csatlakozott is a klubhoz. 2009 júliusában profiként szerződtették a szabadrúgás-specialista ifjút.
A 2009–10-es szezon remekül alakult Norwood számára, jó teljesítményének köszönhetően feljutott a tartalék játékosok közé, sőt egy alkalommal a felnőtt csapatba is nevezték a VfL Wolfsburg elleni Bajnokok Ligája-csoportmeccsen. Bár Norwood elutazott Németországba, azonban a 18 fős meccskeretbe nem került be.

### Carlisle United - kölcsön
2010. szeptember 16-án Norwood egy hónapos kölcsönszerződéssel csatlakozott a Carlisle Unitedhoz, miután a csapat kapitánya, Paul Thirlwell térdsérülést szenvedett.

## Válogatott

### Anglia
Az U17-es angol válogatottba először 2007 szeptemberében hívták meg, a 2008-as Észtországban megrendezett U17-es Eb selejtező meccsein lépett pályára, Málta, Észtország és Portugália ellen 2007. október 21. és 26. között.

### Észak-Írország
Norwood az északír válogatott B csapatában 2009. május 6-án mutatkozott be először, amikor 3–0 arányú vereséget szenvedtek Skócia B csapatától. 2009. augusztus 12-én debütált az U21-es válogatottban, amikor  Corry Evanst váltotta a Portugália ellen játszott idegenbeli összecsapáson. 2009 novemberében az egész nemzetközi média felfigyelt, amikor Németország és Csehország ellen is betalált szabadrúgásból az U21-es csapat tagjaként. 2010 májusában Norwood az északír válogatott 19 éven aluli csapatában a 2010-es U19-es Európa-bajnokság elit selejtezőjében játszott. Első meccsén az utolsó 10 percben szerzett 2 góljával megmentette csapatát a döntetlen végeredménytől, majd tovább folytatta a remek teljesítményét, két nappal később büntetőből talált be.
Norwood 2010. augusztus 11-én mutatkozott be az északír felnőtt csapatban, idegenbeli mérkőzésen 2–0-s vereséget szenvedtek Montenegró otthonában. Sammy Clingan helyére állt be a második félidőben.